# Quiracàntids
Els quiracàntids (Cheiracanthiidae) constitueixen una família d'aranyes araneomorfes, reconeguda recentment a partir de l'estudi de Ramírez el 2014. Des de l'any 2014, la família rebia el nom dels euticúrids (Eutichuridae) però el 2018, H. Ono i K. Ogata han argumentat el canvi de nom a Cheiracanthiidae (2018).
La família es distribueix per arreu del món, excepte a les regions polars. Més de la meitat de les més de 300 espècies d'aquesta família, pertanyen al gènere Cheiracanthium, que havia estat inclòs inicialment en la família del clubiònids (Clubionidae) i després en els mitúrgids (Miturgidae). Aquest gènere, d'àmplia presència a Àfrica –per exemple, en els camps de cotó d'Egipte–, es discuteix si originalment estava present només al Vell Món i si les espècies presents a Amèrica són totes introduïdes. Als Estats Units hi ha dues espècies, ambdues introduïdes.
Són depredadors beneficiosos per a l'agricultura i Cheiracanthium inclusum, està més estudiada que altres espècies, pel que fa al seu paper en el control de plagues d'insectes en el sud-oest dels Estats Units i se sap que aquesta espècie no és molt perillosa per als humans. Es creia que la seva picada podia ser perillosa per als humans, però aquesta hipòtesi ha estat descartada.

## Classificació
Els euticúrids (Eutichuridae) havien estat considerats com a família i relimitats l'any 2014 per Ramírez. Anteriorment, el 1936, s'havien anomenat Eutichureae segons Kishida; per tant, els Eutichurinae que recull Lehtinen el 1967 és una sinonímia. Molt recentment, els Eutichuridae han estat considerats un sinònim de Cheiracanthiidae, descrita per Wagner el 1887, (sin. Chiracanthiidae Ono, 2009a: 464) i que Ono i Ogata, el 2018 han reanomenat com a Cheiracanthiidae, opsant-se a la proposta del 2014 de Ramírez perquè la família s'anomenés Eutichuridae.
L'ortografia original Cheiracantidae proposada per Wagner el 1887 va ser modificada segons l'article 32.5.3.1. de la ICZN (correcció del sufix de -dae a -idae) i l'article 32.5.3.3 (correcció de la tija de Cheiracanti- a Cheiracanthi-); l'ortografia correcta i disponible segons la ICZN, per tant, és Cheiracanthiidae, que no és un nom homònim de la denominació del grup familiar, Cheiracanthidae, en ús en altres grups d'animals. El nom de Wagner havia estat en desús i en algun moment podria haver-se qualificat com un nomen oblitum. No obstant això, des de la resurrecció del nom per part de Marusik & Kovblyuk el 2011, el nom ha estat tan àmpliament utilitzat en la literatura aracnològica que una reversió, segons la ICZN, ja no és possible.

### Gèneres
Segons el World Spider Catalog, es reconeixen els següents gèneres:
- Calamoneta Deeleman-Reinhold, 2001 - Sumatra, Java
- Calamopus Deeleman-Reinhold, 2001 - Tailàndia, Indonèsia
- Cheiracanthium C. L. Koch, 1839 - Regió holàrtica, Àfrica, Austràlia
- Cheiramiona Lotz & Dippenaar-Schoeman, 1999 - Àfrica
- Ericaella Bonaldo, 1994 - des d'Amèrica del Sud a Panamà
- Eutichurus Simon, 1897 - des d'Amèrica del Sud a Costa Rica; Índia
- Lessertina Lawrence, 1942 (transferit aquí des de la família Corinnidae, segons Ramírez el 2014)[3] - Sud-àfrica
- Macerio Simon, 1897 - Xile, Argentina
- Radulphius Keyserling, 1891 - Brasil, Guaiana
- Strotarchus Simon, 1888 - des dels EUA a Mèxic, Costa Rica, Brasil; Pakistan
- Summacanthium Deeleman-Reinhold, 2001 - Cèlebes
- Tecution Benoit, 1977 - Illa de Santa Helena